# Médaille des combattants contre le fascisme (RDA)
La médaille des combattants contre le fascisme (Medaille für Kämpfer gegen den Faschismus) était une distinction d'État de la République démocratique allemande (RDA) créée le 22 février 1958. Cette décoration récompensait les personnes qui avaient pris part à la résistance  contre le national-socialisme, entre 1933 et 1945. Ces personnes étaient aussi bien d'anciens détenus des prisons, des camps de concentration et des exilés politiques que des membres des Brigades internationales ou encore des résistants du Nationalkomitee Freies Deutschland.

## Description
La médaille était décernée une seule fois et uniquement à des particuliers. Un certificat était également remis lors de la cérémonie de décoration. À partir de 1964, tous les titulaires de la médaille recevaient une allocation annuelle de 600 marks.
L'avers montre une double effigie de Rudolf Breitscheid et Ernst Thälmann, et l'inscription semi-circulaire « KÄMPFER GEGEN FASCHISMUS » (combattants contre le fascisme); sur le revers est figuré l'emblème national de la RDA et l'inscription circulaire « VORWÄRTS UND NICHT VERGESSEN » (en avant et n'oubliez pas) et les dates 1933 • 1945. 
La médaille, en métal argenté d'un diamètre de 32 mm, se porte sur la poitrine, en haut à gauche. Elle mesure 28 mm de diamètre en 1958, et 24 mm à partir de 1959. Elle s'attache par une barrette recouverte d'une bande de tissu de 7,5 mm de hauteur, aux couleurs noir-rouge-or tissées horizontalement.

## Récipiendaires par année (sélection)
- 1958 : Marie Ahlers, Hermann Axen, Peter Florin, Paul Fröhlich, Greta Kuckhoff, Karl Raddatz, Heinrich Rau, Alfred Lemmnitz, Paul Schwertz, Max Lingner, Elfriede Paul, Lotte Bergtel-Schleif, Änne Saefkow.
- 1963 : Joseph Brau
- 1965 : Aleksander Kulisiewicz
- 1967 : Edith Braemer, professeure de littérature à l'université de Leipzig
- 1971 : Doris Wetterhahn
- Année inconnue : Hedwig Voegt (1903–1988), Leo Kneler (1901-1979)

## Sources
- (de) Cet article est partiellement ou en totalité issu de l’article de Wikipédia en allemand intitulé « Medaille für Kämpfer gegen den Faschismus 1933 bis 1945 » (voir la liste des auteurs).